# Sinoluperus wuyiensis
Sinoluperus wuyiensis es una especie de insecto coleóptero de la familia Chrysomelidae.
Fue descrita científicamente en 1998 por Yang & Wu in Yang, Wang & Wu.